# Serixia modesta
Serixia modesta är en skalbaggsart som beskrevs av Francis Polkinghorne Pascoe 1857. Serixia modesta ingår i släktet Serixia och familjen långhorningar. Inga underarter finns listade i Catalogue of Life.